# Tegalsari Timur
Tegalsari Timur is een bestuurslaag in het regentschap Pemalang van de provincie Midden-Java, Indonesië. Tegalsari Timur telt 6920 inwoners (volkstelling 2010).

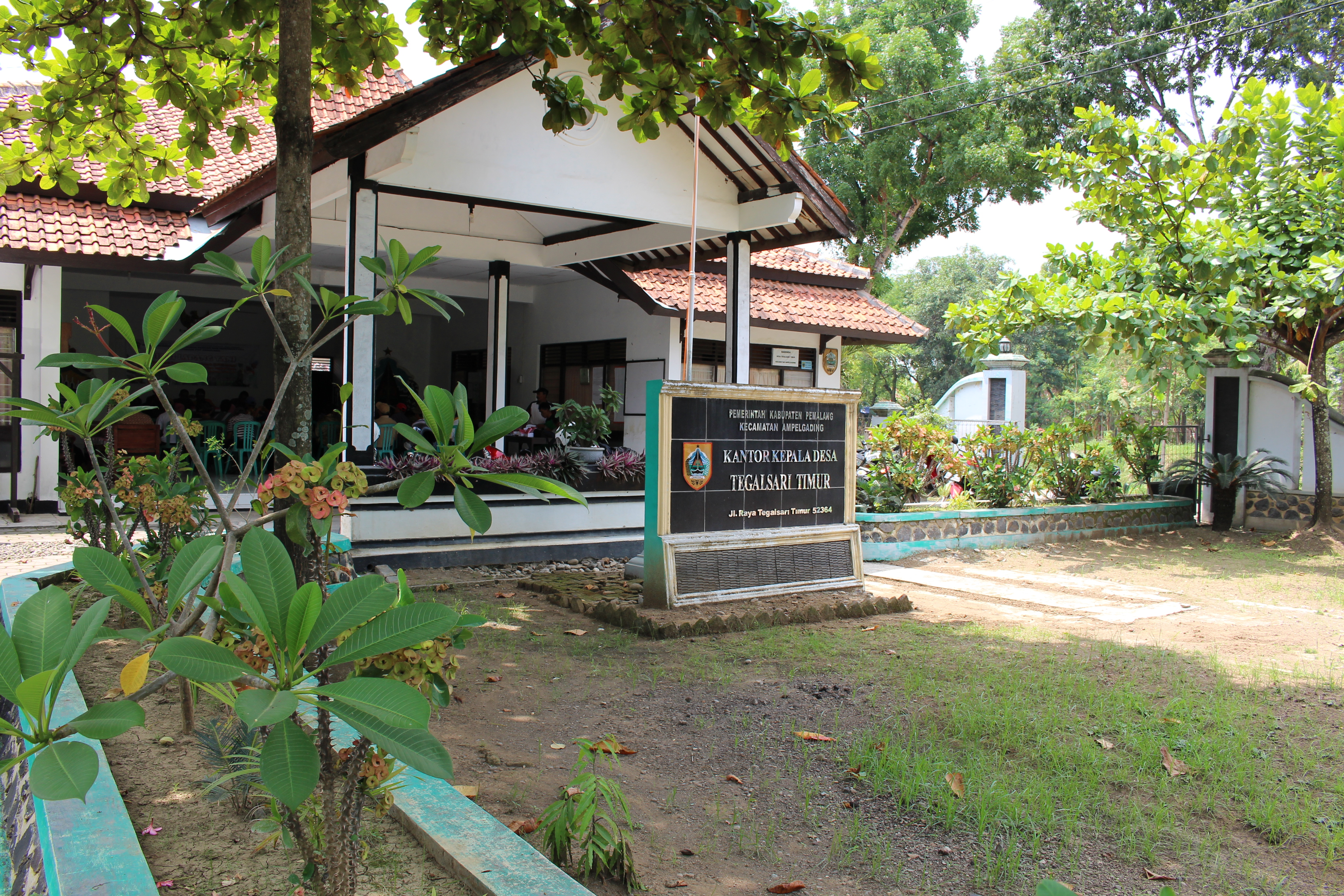
Kantor Kepala desa Tegalsari Timur (Kantoor van het dorpshoofd)